# Cal Serra (Alcover)
Cal Serra és una casa del llogaret de La Plana, al municipi d'Alcover (Alt Camp), inclosa en l'Inventari del Patrimoni Arquitectònic de Catalunya.

## Descripció
Edifici de planta irregular de grans proporcions. Consta de planta baixa, u pis i golfes. La façana presenta una distribució asimètrica. L'element més remarcable és la port d'accés, d'arc de mig punt, formada per grans carreus de pedra saldonera. Damunt la porta hi ha un escut. les obertures estan distribuïdes irregularment, i d'entre elles sobresurt el balcó de la planta noble. L'edifici es corona amb un ràfec de teules. En són elements destacables, l'interior de l'habitatge que és molt ric, la galeria posterior i un gran jardí. L'obra és de paredat.

## Història
Els edificis de cal Serra i cal Groc són els únics que resten del nucli de la Plana. Cal Serra data de mitjan segle xviii i respon a les característiques d'una casa senyorial, com correspon a la categoria de la família que n'era propietària. Els Serra eren en aquells temps propietaris de dos molins de farina de la rodalia. L'escut carmelità que apareix a la porta principal correspon a una de les cases enderrocades en les reformes de mitjan segle xx.
A finals de 1990 l'edifici experimentà un procés de remodelació que exteriorment s'ha reflectit en alteracions de les obertures. Així han estat modificades les de les golfes on una de les obertures s'ha ampliat per a fer-hi un balcó. La façana també s'ha encalat.